# Rhââ Lovely
 (avril 2024).
Si vous disposez d'ouvrages ou d'articles de référence ou si vous connaissez des sites web de qualité traitant du thème abordé ici, merci de compléter l'article en donnant les références utiles à sa vérifiabilité et en les liant à la section « Notes et références ».
Rhââ Lovely est un recueil de bande dessinée française en trois tomes, créé par Marcel Gotlib dans les années 1970  et constitué de planches publiées dans les magazines Fluide glacial et L'Écho des savanes, dont Gotlib est l’un des fondateurs. 

## L'œuvre
Dans Rhââ Lovely  (comme dans Rhââ GnaGna), les histoires ont pour sujet des thèmes plus « adultes » que les précédentes créations de Gotlib (Les Dingodossiers ou la Rubrique-à-brac par exemple) : sexe (sous toutes ses formes et « déviances »), mais aussi psychanalyse ou paternité (Gotlib est alors un tout jeune père). L'auteur est aussi à une époque de « rupture » avec René Goscinny, rédacteur en chef de Pilote et co-auteur des Dingodossiers ; celui-ci ayant refusé la publication d'une planche de Nikita Mandryka, l'auteur du Concombre masqué propose à Gotlib de créer leur propre journal, et ainsi pouvoir s'affranchir du côté « enfantin » de Pilote.
C’est dans ce climat que Gotlib crée certains de ses personnages les plus audacieux, tel que Momo Le Morbaque (une sorte de Morpion répugnant, ressemblant étrangement à la coccinelle, mais chrétien convaincu), Wolfgang Amedeus Quincampoix (génial inventeur, créateur du papier toilette), mais dans ces planches, l’auteur prend surtout un malin plaisir à se dessiner lui-même. Mais on y retrouve toujours la célèbre Coccinelle, ou Isaac Newton, les deux marques de fabrique de leur auteur. Malgré la présence de ces deux personnages bon enfant, Rhââ Lovely et Rhââ GnaGna abordent les sujets de l’inceste, du parricide, de l’exorcisme, et du sexe dépravé. Quelques gags restent mémorables pour les lecteurs de bande dessinée, tels que la tranche de vie : Le joli matin tout plein de lumière.  Les deux Rhââ restent, pour les passionnés, des chefs-d'œuvre du neuvième art, tant par le dessin de Gotlib, qui trouve ici son style, que par les histoires insouciantes, mais d'une profondeur indéniable[citation nécessaire].
L'expression « Rhââ lovely » provient de Frenzy d'Alfred Hitchcock. Gotlib, qui cherchait un titre à sa série, voulait éviter « le cliché débile du “Ah ouais, c'est bon, c'est bon...” ». En allant voir Frenzy au cinéma, il retint la phrase que prononce le tueur dans le film lorsqu'il viole ses victimes.

## Publications
- Rhââ Lovely (trois tomes parus)
- Rhââ GnaGna (deux tomes parus)
- Rhâââââ…Lovely et GnaGna… L'intégrale